# Vryokastro (Kythnos)

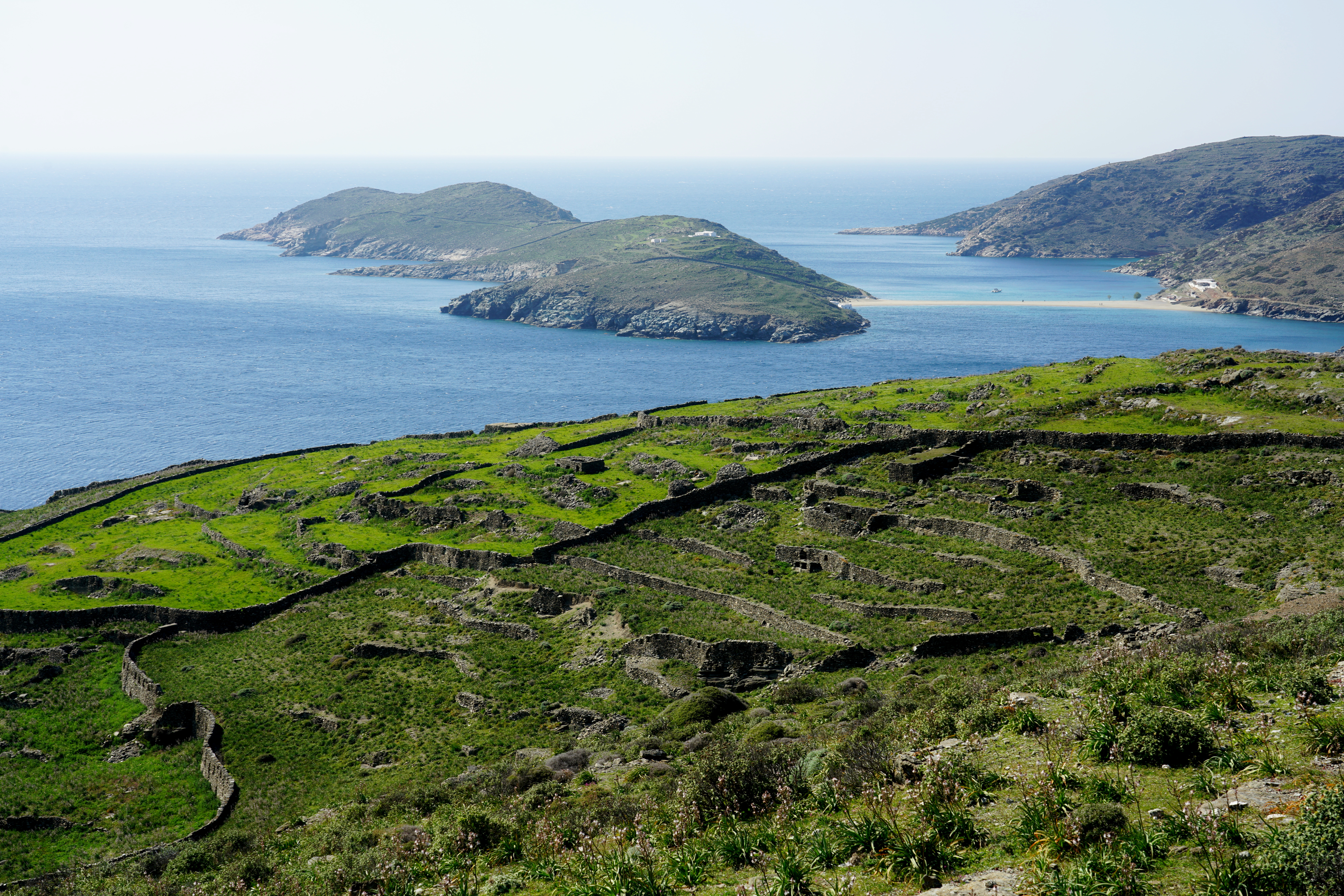
Blick auf Vryokastro

Vryokastro (griechisch Βρυόκαστρο (f. sg.)) ist eine archäologische Fundstätte auf Kythnos und wahrscheinlich die antike Hauptstadt der Insel. Sie war vom 12. Jahrhundert v. Chr. bis zum 6. bis 7. Jahrhundert n. Chr. bewohnt.

## Namen
Als antike Stadt wurde sie Kythnos genannt, und die Insel wurde nach ihr benannt, sie wird auch als Ovriokastro und Rigokastro bezeichnet, als ein Ort, der vor Feinden geschützt war.

## Lage
Vryokastro liegt auf der nordwestlichen Seite der Insel, zwischen der Bucht von Merichas und der Bucht von Apokrousi. Die Stadt umfasste eine Fläche von 300 Hektar, war von Mauern umgeben und ein Teil davon war die heutige Felseninsel Vryokastraki, die damals mit der Stadt auf dem Landweg verbunden war. Unterwasseruntersuchungen und Ausgrabungen zeigen, dass es vor dem Anstieg des Meeresspiegels, der die Abtrennung der Insel von der Küste verursachte, Gebäude gab, die nun zusammen mit den nun unter Wasser stehenden Mauern im Wasser stehen.

## Stadt
Die Ausgrabung des Areals ist noch nicht abgeschlossen. Bislang wurden im Siedlungsgebiet öffentliche Gebäude, ein Aquädukt, eine Akropolis, zwei Nekropolen, ein Hafen, ein Heiligtum, ein Tempel, ein monumentaler Hügel und ein großes Gebäude aus der Spätklassischen und Hellenistischen Zeit gefunden.

### Heiligtum
Von 2000 bis 2016 wurde eine Ausgrabung eines ungelplünderten Heiligtums aus der archaischen, klassischen und hellenistischen Periode durchgeführt. Der Tempel des Heiligtums war intakt und enthielt alle Opfergaben an ihrem vorgesehenen Platz, und die meisten dieser Opfergaben waren wertvoll. Bei Ausgrabungen südlich des Tempels wurden zwei Altäre sowie ein umfangreiches Opfergabenlager entdeckt, das Hunderte von wertvollen Gegenständen enthielt.

### Monumentaler Grabhügel
Es befindet sich westlich des Heiligtums. Die Untersuchung begann im Jahr 2009. Man geht davon aus, dass er mit der Agora der Stadt während der Hellenistischen Periode identifiziert werden kann.

### Öffentliches Gebäude
Etwas unterhalb des Hügels wurde ein zweistöckiges Gebäude ausgegraben, von dem man annimmt, dass es in klassisch-hellenistischer Zeit das Prytaneum der Stadt war.

### Oberstadt-Heiligtumskomplex
Er besteht aus einer Reihe von Gebäuden, die zwischen 2016 und 2018 ausgegraben und geräumt wurden. Sie befinden sich entlang einer 800 Meter langen Reihe. Sie werden mit Vorbehalt als Tempel des Asklepios, der Samothraker Götter, der Aphrodite, des Apollo und der Artemis bezeichnet.

## Vryokastraki
Die von 2018 bis 2020 ausgegrabenen Funde dokumentieren die menschliche Präsenz auf der Insel im 12. Jahrhundert v. Chr. Als diese in der Antike mit der Küste verbunden war, bildete sie den westlichen Teil des Stadthafens. Die Ausgrabungen offenbarten einen monumentalen Grabhügel, einen monumentalen Altar, die erste dreischiffige frühchristliche Basilika, die auf der Insel gefunden wurde, und einen 90 Meter langen Gebäudekomplex mit 15 rechteckigen Räumen.

## Unterwasserforschung und Ausgrabungen
Von 2005 bis 2011 wurden im antiken Hafen von Vryokastro, der heutigen Mandraki-Bucht, Unterwasserforschungen und Ausgrabungen durchgeführt. Es wurden Gebäude am Ufer und auf dem Meeresboden gefunden, der gesamte Hafen wurde vermessen, und es wurde ein Gebäude ausgegraben, das Teil der Mauer zu sein scheint.